# Paragomphus elpidius
Paragomphus elpidius es una especie de libélula de la familia Gomphidae. Se encuentra en Botsuana, la República Democrática del Congo, Kenia, Malaui, Mozambique, Namibia, Sudáfrica, Tanzania, Uganda, Zambia, Zimbabue y posiblemente Burundi. Sus hábitats naturales son bosques de tierras bajas tropicales o subtropicales, sabanas secas, sabanas húmedas, matorral seco subtropical o tropical, matorrales húmedos tropicales o subtropicales, ríos, lagos de agua dulce, lagos intermitentes de agua dulce, pantanos de agua dulce y marismas intermitentes de agua dulce .